# Cinema militante
Cinema militante (português europeu) ou Cinema político (português brasileiro) é uma designação que pode ser entendida em sentido lato ou restrito. Em sentido restrito, refere-se ao cinema político inspirado nos ideais de Maio 68. Em sentido lato, refere-se também a uma prática de cinema que, usando do mesmo modo as técnicas do cinema directo, mais tarde se tentará afirmar defendendo outros ideais, como por exemplo os dos movimentos LGBT ou feministas.
Caracteriza-se por uma preocupação em se fazer sentir mais como forma de intervenção social ou política do que como forma de expressão artística, o que em geral confere aos filmes assim designados mais uma validade histórica do que estética. Há quem porém defenda, desde as primeiras horas do movimento, que será a própria dialéctica histórica e social o verdadeiro motor da força estética da obra, como o próprio Jean-Luc Godard proclama numa célebre entrevista que faz a Fernando Solanas, em 1970

## Características
Historicamente prefigura uma categoria de cinema político, cuja prática se manifesta essencialmente na área do documentário. É um «cinema do real», que se caracteriza pela intervenção, social ou política, num determinado contexto histórico e numa perspectiva de esquerda. Ágil, usa as novas técnicas do cinema directo: gravação de som directo e câmaras portáteis de 16 mm. O propósito dos seus autores não é o espectáculo, não é a venda de um bem de consumo, é outro tipo de propaganda. É o uso da câmara como arma ideológica, é a crítica antiburguesa, é uma certa didáctica do progresso, é o debate tendo em vista uma sociedade justa, por via do socialismo. As ideias ganham corpo na revolução em curso, o cinema vira manifesto.
O termo torna-se corrente a partir dos finais dos anos cinquenta, em França, com os acontecimentos do Maio 68: quando o cinema se torna proletário, quando o fabrico de imagens animadas cai nas mãos dos operários. A ideia, no que tem de arrojada, alicia notáveis obreiros e leva-os a acesos debates. Jean-Luc Godard, erguendo bem alto o «Livro Vermelho», é um dos que não hesitam. Filma La Chinoise e avança para o combate com o Grupo Dviga Vertov (1968 / 1972), de onde sairão filmes como British Sounds, Pravda, Vent d'Est, Luttes en Italie, Jusqu'à la Victoire, Vladimir et Rosa, Tout va Bien e Letter to Jane. Iluminados pelas ideias novas, jovens críticos e teóricos de cinema relevam a importância do género. Militando com Godard, assumem-se como maoístas Les Cahiers du Cinema. 1970 será o ano de maior actividade em França dos grupos maoístas, como La gauche proletarienne,  ou La cause du peuple,
O cinema militante – cujo personagem central é operário ou camponês – mostra greves, ocupações de fábricas ou de terras, movimentos renovadores em curso. Serve por vezes apenas para ilustrar um momento histórico importante numa óptica revolucionária. O movimento terá importantes seguidores e vasta expressão em países da América Latina, África, México, E,U.A. França e Portugal a partir do inicio dos anos setenta. Enquanto noutros países o filme político se caracteriza em geral como forma de contestação dos regimes vigentes, em Portugal o género, associado ao movimento do Novo Cinema, diferencia-se pelo facto de ser representado por filmes que sustentam o «processo revolucionário em curso».
Ditas assim as coisas, parecem pertencer ao passado. Mas – note-se – tudo no cinema é ilusão.

## História
A definição do termo cinema militante é formalizada nos Estados Gerais do Cinema de Maio 68, com o manifesto «Para um Cinema Militante», que proclamava «a rotura ideológica com o cinema burguês» e o «uso da câmara como arma política». A ideia fora já explorada em França, em anos anteriores, mas sem significativas consequências.
O IDHEC, a escola oficial de cinema, aderindo ao movimento grevista, os Estados Gerais e certas agências de filmes publicitários filmam as greves, as manifestações, os eventos da Sorbonne e do Odéon. Grands soirs et petits matins, de William Klein, é uns dos filmes desse cinema. Será a obra de referência dessa época La reprise du travail aux Usines Wonder, um filme em plano-sequência de cerca de dez minutos feito pelos alunos do IDHEC, filme que regista as discussões entre os operários grevistas das fábricas Wonder. Devem os operários regressar ou não ao trabalho? Jacques Rivette refere-se ao filme nestes termas: «é um momento em que a realidade se transfigura ao ponto se pôr a condensar toda uma situação política, em dez minutos de uma incrível intensidade dramática».
Costuma considerar-se como o primeiro filme do cinema militante Loin du Vietnam (1967), obra colectiva contra a guerra do Vietnam, com assinaturas de Alain Resnais, Agnès Varda, Jean-Luc Godard, Joris Ivens, Jean Rouch, Ruy Guerra, René Vaultier. O filme é produzido sob os auspícios de Chris Marker e de Mario Marret.
Surge entretanto o Grupo Medvedkine: operários de Besançon e de Sochaux, que, junto com cineastas profissionais, aprendem a filmar e acabam por realizar Classe de lutte, obra de referência. Outros filmes surgem: Humain trop humain (1972), de Louis Malle, sobre as fábricas Citroen, Nouvelle Société, uma série de reportagens alternativas à televisão, feita por operários.
O Grupo Dziga Vertov é comandado por Godard – que o funda com o lançamnento de La Chinoise – e outro, o Grupo Dynadia (mais tarde Unicité) é afiliado do PCF.
Os agentes desta primeira vaga de militância agrupam-se na década de setenta em unidades colectivas, como o ISKRA (antigo SLON, fundado em 1967 por Chris Marker). São fundadas duas unidades por alunos e professores do IDHEC, O Atelier de Recherche Cinématographique (ARC) e o Cinélute, liderado por um grupo radical maoísta. A maior parte destes grupos desfaz-se durante a década de setenta. Chris Marker reaparece em 1977 com Le Fonds de l’air est rouge, um filme sobre dez anos de lutas revolucionárias no Maio de 1968 e em países como o Japão, a África, o Chile.

## Em Portugal
É nesta vertiginosa sequência de imagens que surge a Revolução dos Cravos. Dir-se-ia haver algo no mundo de então dando azo a essas coisas.
Sem que alguém o previsse, uma delas acontece em Portugal. De um momento para o outro, o cantinho torna-se centro das atenções: imagens animadíssimas de uma revolução em curso num país da Europa, com importantes responsabilidades estratégicas em África, onde mantem uma desastrosa guerra colonial. As imagens entram no mainstream da época. Imagens simpáticas, é certo, mas perturbadoras: mostram uma tremenda explosão de alegria, um arreigado sentimento colectivo de esperança, um acérrimo empenho, uma praxis dura, apontando para uma sociedade renovada, num futuro em construção. Imagens algo idênticas às que se vira há pouco tempo por outras bandas, e com graves consequências: na América Latina, no Chile de Salvador Allende.
É este neste quadro que, finalmente libertos, os cineastas portugueses se lançam na aventura, tornando-se agentes do «processo revolucionário», unidos, apesar de militarem ou apostarem em diferentes partidos, do PS à extrema esquerda, como é o caso de Eduardo Geada ou de Alberto Seixas Santos que, fã de Jean-Luc Godard e Jean-Marie Straub (en - Wiki), é um dos mais empenhados radicais do cinema. Era inquestionável: o alinhamento é uma necessidade vital, um imperativo ético. O mesmo que sentiram em França os alunos do IDHEC, o mesmo que sentiu quem filmou Loin du Vietenam (obras colectivas que denunciam o gosto da militância) sentia-o agora, recuperando o fôlego dos colegas franceses, que esmorecia, um grupo significativo de realizadores e técnicos portugueses, que, logo ao primeiro sinal de mudança, resolve fazer também criar obra colectiva: As Armas e o Povo.
A iniciativa colectivista dos kinoki portugueses, dos «operários do cinema» da época (técnicos e realizadores), faz-se sentir em várias frentes, sendo uma das mais importantes o Sindicato dos Trabalhadores do Filme (mais tarde Sindicato dos Trabalhadores da Produção do Cinema e Televisão - STPCT). A principal vitória obtida na luta é a ocupação do Instituto Português de Cinema, o que significa ter meios técnicos ao alcance da mão e uma gestão justa dos fundos destinados à produção. Formam-se assim no IPC as Unidades de Produção. Virão logo a seguir as novas cooperativas, extinguem-se as Unidades. A reviravolta explica-se por motivos de ordem política. O fim do PREC altera as regras do jogo.

## Filmes (documentário)

### longas metragens
1974
- Lisboa, o direito à cidade de Eduardo Geada

1975
- As Armas e o Povo (colectivo)
- Liberdade para José Diogo de Luís Galvão Teles
- Deus, Pátria, Autoridade de Rui Simões (cineasta)
- Que farei eu com esta espada? de João César Monteiro

1976
- Acção, Intervenção: colectivo da cooperativa Cinequanon
- Fátima Story de António de Macedo
- Continuar a Viver ou Os Índios da Meia-Praia de António da Cunha Teles

1977
- Contra as Multinacionais (colectivo da Cinequipa)
- 25 Canções de Abril: colectivo orientado por Luís Gaspar (cineasta)
- Terra de Pão, Terra de Luta de José Nascimento
- A Lei da Terra: colectivo do Grupo Zero
- Torre Bela (filme) de Thomas Harlan

1980
- Bom Povo Português de Rui Simões (cineasta)

### médias e curtas metragens
1974
- 28 de Setembro / 6 de Outubro – 1974 de José de Sá Caetano

1975
- Cooperativa Agrícola da Torre-Bela de Luís Galvão Teles
- Ocupação de Terras na Beira-Baixa de António de Macedo
- Unhais da Serra — Tomada de Consciência Política numa Aldeia Beirã de António de Macedo
- Construção Civil (filme) da Unidade de Produção Cinematográfica nº1 – IPC (colectivo)
- Beja, um povo que se levanta de Alfredo Tropa

1976
- O Outro Teatro de António de Macedo
- Assim começa uma cooperativa do Grupo Zero (colectivo)
- Barronhos: quem tem medo do poder popupar? de Luís Filipe Rocha
- Avante pela Reforma Agrária da Unidade de Produção Cinematográfica nº1 (colectivo)
- S. Pedro da Cova de Rui Simões (cineasta)
- Pela razão que têm de José Nascimento (Cinequipa)
- A Luta do Povo do Grupo Zero (colectivo)
- Applied Magnetics da Cinequipa (colectivo)
- De Sol a Sol da Cinequipa (colectivo)
- Deolinda da Seara Vermelha de Luís Gaspar (cineasta) - IPC
- Greve na Construção Civil da Cinequanon (colectivo)

1977
- O Rendeiro de Luís Gaspar (cineasta)
- Operação Boa Colheita de Luís Gaspar
- 1º de Maio de 1977, Grande Jornada de Luta da Unidade de Produção Cinematográfica nº1 (colectivo)

1978
- Julho no Baixo Alentejo de José Nascimento

### filmes estrangeiros
1974
- 25 Avril de Jacques Comets

1975
- República (filme) do Newsreel (Robert Kramer) – sobre o Jornal República
- Milho Verde de Paolo Sornaga – os objectivos do MFA

1976
- Setúbal, ville rouge - longa-metragem de Daniel Edinger - o poder popular em Setúbal em Outubro 1975
- On the side of the people do Newsreel (Robert Kramer) - a classe operária e o MFA

1977
- «Scenes from the class struggle in Portugal». (longa-metragem de Robert Kramer do Newsreel)

## Teorias e militâncias
Na sétima, como nas outras artes, o valor de uma obra só será negativo se ela for insignificante, isto é, se a obra for destituída de significado, se nada transmite: se não corresponde a nenhuma forma de verdade, se, no mínimo, não nos toca os sentidos. Para ser arte, e por o ser, tem de conter alguma verdade naquilo que dá a ver e ouvir. Tem de ser sempre e de qualquer forma «cinema verdade». E, tão importante como isso, tem de algum modo de nos tocar o coração, a «câmara na mão vale tanto como a caneta ou a charrua».
A crítica de «bom gosto», no cinema, com boas razões, procura sempre justificá-las pela teoria. Mas cai muito em tentação, estabelecendo regras – as do «bom» gosto – e fazendo disso militância. Postura imprudente. Pelas opções que faz, pelo estilo, por ter uma base instável (o gosto), corre sempre o risco de ficar velha. Mudam-se os tempos, mudam-se as sensibilidades. Aquilo que hoje nos parece insignificante poderá ser amanhã visto como tendo um significado imprevisto. As transformações históricas trazem-nos surpresas. Às tentas somos forçados a rever as coisas, a ver outra vez o fita, agora com olhos diferentes. Refresca-nos as ideias. Pode até despertar-nos os sentidos.
Imbuídos do élan militante que animava o documentário, cientes dos riscos que corriam, alguns dos kinoki portugueses tentam a ficção e fazem obra: obras que, acabado o PREC, ficam esquecidas. Esse «cinema do real» e as ficções tecidas em torno do tema terão o mesmo destino.
Obras falhadas? Retóricas? Obras «marcadas», «imperfeitas», «impuras»?. Qual o sentido do esquecimento? Maior ainda do que aquele a que foi votado o documentário que retrata o homem, em geral ou particular, e não em termos de classe: filmes inócuos mas impertinentes? A sua provável imperfeição não justifica a indiferença. O real que traduzem, mais coisa menos coisa, toca-nos sempre o coração.

## A ficção militante
As obras de ficção associadas frequentemente ao Cinema militante incluem:
- 1970 – Nojo aos Cães, docuficção de António de Macedo
- 1975 – Os Demónios de Alcácer Quibir de José Fonseca e Costa
- 1975 – O Funeral do Patrão de Eduardo Geada
- 1976 – A Santa Aliança de Eduardo Geada
- 1976 – Ofensiva Popular de António Faria (curta-metragem)
- 1977 – A Confederação – o povo é que faz a história de Luís Galvão Teles

A opinião crítica actual sobre estas obras é variável, umas consideradas datadas e outras ainda algo respeitadas. Estes filmes foram feitos, alguns por realizadores ficcionais já experimentados, outros por cinéfilos ou documentaristas que se experimentavam usando da ficção para promoção de visões pessoais sobre política, como extensão (em ficção) da dimensão enquanto críticos cinéfilos dos realizadores. A longo prazo, estes filmes polémicos provocaram o fim de carreira de alguns realizadores, embora tenham também contribuído para o princípio da carreira dos mais promissores, normalmente em filmes menos politizados.

## Outras referências
- «Aprender, reter». – artigo de Serge Daney em Contracampo
- «Um novo Cinema Militante» (PDF). – artigo de Michel Silva em O Olho da História
- Le Cinéma militant français des années 1970
- SYNDICALISME MONDE OUVRIER & CINÉMA